# Hermiasz z Aleksandrii
Hermiasz z Aleksandrii (gr. Ἑρμείας, Hermeias, ur. ok. 410 w Aleksandrii, zm. ok. 450) – grecki filozof neoplatoński ze szkoły aleksandryjskiej, uczeń Syriana, autor komentarza do Fajdrosa.

## Życiorys
Hermiasz urodził się w Aleksandrii na początku V wieku. Studiował filozofię w Atenach u Syriana, kierownika szkoły ateńskiej od 431/432, z czego wynika, że musiał się urodzić około 410. W Atenach poślubił Aidesię, krewną Syriana. Aidesia miała być początkowo wydana za Proklosa, ucznia Syriana (a po śmierci Syriana, w 437, za jego następcę na stanowisku kierownika szkoły). Proklos odmówił jednak jej poślubienia. Otrzymał bowiem ostrzeżenie od bogów, aby unikał ślubu. Po śmierci Syriana Hermiasz powrócił do Aleksandrii i zaczął wykładać filozofię, jako dodatkowy przedmiot, w szkole retorycznej Horapollona.
Hermiasz miał trzech synów. Najstarszy zmarł w wieku siedmiu lat. Drugi jego syn, Amoniusz, musiał przyjść na świat nie wcześniej niż około 435 i nie później niż w 445. Hermiasz zmarł, gdy Amoniusz i jego młodszy brat Heliodor byli jeszcze mali, około 450. Aidesia aż do pełnoletniości synów otrzymywała publiczne stypendium. W celu ich wykształcenia udała się do Aten, gdzie  powierzyła ich opiece Proklosa. Amoniusz podjął potem wykłady z filozofii w szkole Horapollona, a jego młodszy brat, Heliodor, zajął się astronomią. Damascjusz, który podczas swego pobytu w Aleksandrii był blisko związany ze środowiskiem Aidesii, a po jej śmierci (w 475) wygłosił pochwałę na jej cześć, przekazuje ponadto informację o hojności małżonków. Mówi, że Hermiasz kazał płacić kupcom wyższą cenę, gdy uznał podaną przez nich za zaniżoną, oraz że Aidesia popadła w długi z powodu swej dobroczynności.
Hermiasz pozostawił po sobie transkrypcje lekcji (scholiów) do Platońskiego Fajdrosa. Generalnie przyjmuje się, że praca ta powstała na podstawie lekcji Syriana, choć Hermiasz w żadnym miejscu go nie wymienia.